# Fradinho da mão furada
O Fradinho da mão furada é uma personagem mítica de uma das lendas portuguesas, uma espécie de duende caseiro. É um ser que tanto concede favores e benefícios como engana e prega partidas. Tem na cabeça um barrete encarnado, entra nos quartos de dormir, durante a noite, através do buraco da fechadura das portas e escarrancha-se à vontade em cima das pessoas, frequentemente causando grandes pesadelos.
| “ | Uns me chamam Diabinho da Mão Furada e outros Fradidinho, por alguns de nós termos as mãos tão rotas de liberalidades, que em muitas casas onde andamos fazemos ferver o mel, crescer o azeite, aumentar-se os bens, lograrem-se felicidades e, sobretudo, quando no-lo merecem com a boa companhia que nos fazem, descobrimos tesouros escondidos aos donos das casas em que andamos | ” |